# IVC 5
IVC 5 - The Warriors foi o quinto evento do International Vale Tudo Championship. Foi realizado no dia 26 de Abril de 1998 no Hotel Gran Meliá, em São Paulo.
Foi o evento mais longo de todos os IVCs, com duração de 1:59:57 hora.